# Циклін

Концентрація циклінів на різних стадіях клітинного циклу.

Цикліни — родина  білків-активаторів циклін-залежних  протеїнкіназ (CDK, англ. CDK, cyclin-dependent kinases) — ключових ферментів, що беруть участь в регуляції клітинного циклу еукаріотів. Цикліни отримали свою назву в зв'язку з тим, що їх внутрішньоклітинна концентрація періодично змінюється в міру проходження клітин через клітинний цикл, досягаючи максимуму на його певних стадіях.
Каталітична субодиниця циклін-залежної протеїнкінази частково активується в результаті взаємодії з молекулою цикліну, яка утворює регуляторну субодиницю ферменту. Утворення цього гетеродимера стає можливим після досягнення  критичної концентрації циклінів. У відповідь на зменшення концентрації циклінів відбувається інактивація ферменту. Для повної активації циклін-залежної протеїнкінази має відбутися специфічне фосфорилювання та дефосфорилювання визначених амінокислотних залишків у поліпептидних ланцюгах цього комплексу. Одним з ферментів, які здійснюють подібні реакції, є кіназа CAK (CAK — CDK activating kinase).

## Активність в ході клітинного циклу
| циклін   | Cdk  | фаза клітинного циклу |
| -------- | ---- | --------------------- |
| циклін Е | Cdk2 | вход у S-фазу         |
| циклін A | Cdk2 | вход у G2-фазу        |
| циклін B | Cdk1 | вход у M-фазу         |